# Thyllis philopotoides
Thyllis philopotoides är en tvåvingeart som beskrevs av Evert I. Schlinger 1961. Thyllis philopotoides ingår i släktet Thyllis och familjen kulflugor.
Artens utbredningsområde är Madagaskar. Inga underarter finns listade i Catalogue of Life.